# Водное поло на летней Спартакиаде народов СССР 1959
Турнир по водному поло на II летней Спартакиаде народов СССР был проведён с 6 по 15 августа 1959 года в Москве. Соревнования также имели статус XIX чемпионата СССР.
В турнире приняли участие 17 сборных команд от 15 союзных республик и городов Москвы и Ленинграда. Соревнования проводились в два этапа — предварительный и финальный. Игры проходили в открытом бассейне Центрального стадиона имени В. И. Ленина и в открытом бассейне «Москва». Победителем стала сборная Москвы.

## Предварительный этап
17 команд были разбиты на три подгруппы, внутри которых провели турнир по круговой системе. Два победителя групп выходили в финальный турнир за 1—6-е места, команды, занявшие третье и четвёртое место — в турнир за 7—12-е места, остальные — в турнир за 13—17-е места. При равенстве очков места, занятые командами в группах, определялись по результату личной встречи, а в случае ничьей — по общему соотношению забитых и пропущенных мячей.

### Первая подгруппа
|                        | 1    | 2    | 3   | 4   | 5    | 6    | И | В | Н | П | М     | О  |
| ---------------------- | ---- | ---- | --- | --- | ---- | ---- | - | - | - | - | ----- | -- |
| 1. Азербайджанская ССР |      | 3:1  | 4:0 | 8:3 | 12:2 | 10:2 | 5 | 5 | 0 | 0 | 37:8  | 10 |
| 2. Ленинград           | 1:3  |      | 2:0 | 8:1 | 11:1 | 12:0 | 5 | 4 | 0 | 1 | 34:5  | 8  |
| 3. Армянская ССР       | 0:4  | 0:2  |     | 4:4 | 6:4  | 5:2  | 5 | 2 | 1 | 2 | 15:16 | 5  |
| 4. Узбекская ССР       | 3:8  | 1:8  | 4:4 |     | 1:0  | 5:1  | 5 | 2 | 1 | 2 | 14:21 | 5  |
| 5. Латвийская ССР      | 2:12 | 1:11 | 4:6 | 0:1 |      | 4:4  | 5 | 0 | 1 | 4 | 11:34 | 1  |
| 6. Литовская ССР       | 2:10 | 0:12 | 2:5 | 1:5 | 4:4  |      | 5 | 0 | 1 | 4 | 9:36  | 1  |

6 августа
- Армянская ССР — Латвийская ССР — 6:4
- Азербайджанская ССР — Узбекская ССР — 8:3
- Ленинград — Литовская ССР — 12:0

7 августа
- Азербайджанская ССР — Армянская ССР — 4:0
- Ленинград — Узбекская ССР — 8:1
- Латвийская ССР — Литовская ССР — 4:4

8 августа
- Азербайджанская ССР — Латвийская ССР — 12:2
- Ленинград — Армянская ССР — 2:0
- Узбекская ССР — Литовская ССР — 5:1

9 августа
- Узбекская ССР — Латвийская ССР — 1:0
- Армянская ССР — Литовская ССР — 5:2
- Азербайджанская ССР — Ленинград — 3:1

10 августа
- Азербайджанская ССР — Литовская ССР — 10:2
- Армянская ССР — Узбекская ССР — 4:4
- Ленинград — Латвийская ССР — 11:1

### Вторая подгруппа
|                    | 1   | 2   | 3   | 4   | 5   | 6   | И | В | Н | П | М     | О  |
| ------------------ | --- | --- | --- | --- | --- | --- | - | - | - | - | ----- | -- |
| 1. Грузинская ССР  |     | 4:3 | 6:1 | 8:2 | 7:2 | 9:1 | 5 | 5 | 0 | 0 | 34:9  | 10 |
| 2. Украинская ССР  | 3:4 |     | 8:1 | 8:1 | 6:0 | 9:1 | 5 | 4 | 0 | 1 | 34:7  | 8  |
| 3. Таджикская ССР  | 1:6 | 1:8 |     | 4:2 | 5:4 | 5:3 | 5 | 3 | 0 | 2 | 16:23 | 6  |
| 4. Белорусская ССР | 2:8 | 1:8 | 2:4 |     | 3:1 | 8:5 | 5 | 2 | 0 | 3 | 16:26 | 4  |
| 5. Эстонская ССР   | 2:7 | 0:6 | 4:5 | 1:3 |     | 4:3 | 5 | 1 | 0 | 4 | 11:24 | 2  |
| 6. Туркменская ССР | 1:9 | 1:9 | 3:5 | 5:8 | 3:4 |     | 5 | 0 | 0 | 5 | 13:35 | 0  |

6 августа
- Белорусская ССР — Туркменская ССР — 8:5
- Украинская ССР — Таджикская ССР — 8:1
- Грузинская ССР — Эстонская ССР — 7:2

7 августа
- Таджикская ССР — Белорусская ССР — 4:2
- Украинская ССР — Эстонская ССР — 6:0
- Грузинская ССР — Туркменская ССР — 9:1

8 августа
- Таджикская ССР — Туркменская ССР — 5:3
- Белорусская ССР — Эстонская ССР — 3:1
- Грузинская ССР — Украинская ССР — 4:3

9 августа
- Украинская ССР — Туркменская ССР — 9:1
- Грузинская ССР — Белорусская ССР — 8:2
- Таджикская ССР — Эстонская ССР — 5:4

10 августа
- Грузинская ССР — Таджикская ССР — 6:1
- Украинская ССР — Белорусская ССР — 8:1
- Эстонская ССР — Туркменская ССР — 4:3

### Третья подгруппа
|                   | 1    | 2   | 3    | 4    | 5    | И | В | Н | П | М    | О |
| ----------------- | ---- | --- | ---- | ---- | ---- | - | - | - | - | ---- | - |
| 1. Москва         |      | 2:1 | 12:0 | 15:0 | 12:0 | 4 | 4 | 0 | 0 | 41:1 | 8 |
| 2. РСФСР          | 1:2  |     | 8:1  | 7:1  | 9:0  | 4 | 3 | 0 | 1 | 25:4 | 6 |
| 3. Казахская ССР  | 0:12 | 1:8 |      | 4:3  | 3:2  | 4 | 2 | 0 | 2 | 8:25 | 4 |
| 4. Молдавская ССР | 0:15 | 1:7 | 3:4  |      | 4:2  | 4 | 1 | 0 | 3 | 8:28 | 2 |
| 5. Киргизская ССР | 0:12 | 0:9 | 2:3  | 2:4  |      | 4 | 0 | 0 | 4 | 4:28 | 0 |

6 августа
- Казахская ССР — Молдавская ССР — 4:3
- РСФСР — Киргизская ССР — 9:0

7 августа
- Москва — Молдавская ССР — 15:0
- РСФСР — Казахская ССР — 8:1

8 августа
- Москва — РСФСР — 2:1
- Казахская ССР — Киргизская ССР — 3:2

9 августа
- Москва — Киргизская ССР — 12:0
- РСФСР — Молдавская ССР — 7:1

10 августа
- Молдавская ССР — Киргизская ССР — 4:2
- Москва — Казахская ССР — 12:0

## Финальный этап
Результаты матчей между командами, встречавшимися друг с другом на предварительном этапе, были засчитаны на финальном этапе. В таблицах эти результаты показаны курсивом.

### За 1—6-е места
Состав участников главной финальной группы оказался таким же, как и на I Спартакиаде, а сборная Москвы, как и тремя годами ранее, обеспечила себе золотые медали победой в предпоследний день соревнований над сборной Грузинской ССР. В заключительном туре решалась судьба второго и третьего места: после победы грузинской команды со счётом 2:1 над РСФСР сборной Азербайджана требовалось побеждать Украину со счётом 3:0 или 4:1, и она добилась нужного результата.
|                        | 1   | 2   | 3   | 4   | 5   | 6   | И | В | Н | П | М     | О |
| ---------------------- | --- | --- | --- | --- | --- | --- | - | - | - | - | ----- | - |
| 1. Москва              |     | 6:3 | 5:4 | 3:3 | 2:1 | 4:2 | 5 | 4 | 1 | 0 | 20:13 | 9 |
| 2. Азербайджанская ССР | 3:6 |     | 4:4 | 3:1 | 2:1 | 4:1 | 5 | 3 | 1 | 1 | 16:13 | 7 |
| 3. Грузинская ССР      | 4:5 | 4:4 |     | 3:1 | 2:1 | 4:3 | 5 | 3 | 1 | 1 | 17:14 | 7 |
| 4. Ленинград           | 3:3 | 1:3 | 1:3 |     | 4:4 | 3:3 | 5 | 0 | 3 | 2 | 12:16 | 3 |
| 5. РСФСР               | 1:2 | 1:2 | 1:2 | 4:4 |     | 4:4 | 5 | 0 | 2 | 3 | 11:14 | 2 |
| 6. Украинская ССР      | 2:4 | 1:4 | 3:4 | 3:3 | 4:4 |     | 5 | 0 | 2 | 3 | 13:19 | 2 |

12 августа
- Азербайджанская ССР — Грузинская ССР — 4:4
- Москва — Украинская ССР — 4:2
- РСФСР — Ленинград — 4:4

13 августа
- Грузинская ССР — Ленинград — 3:1
- Москва — Азербайджанская ССР — 6:3
- РСФСР — Украинская ССР — 4:4

14 августа
- Ленинград — Украинская ССР — 3:3
- Азербайджанская ССР — РСФСР — 2:1
- Москва — Грузинская ССР — 5:4

15 августа
- Грузинская ССР — РСФСР — 2:1
- Азербайджанская ССР — Украинская ССР — 4:1
- Ленинград — Москва — 3:3

### За 7—12-е места
|                     | 7   | 8   | 9   | 10  | 11  | 12  | И | В | Н | П | М     | О |
| ------------------- | --- | --- | --- | --- | --- | --- | - | - | - | - | ----- | - |
| 7. Армянская ССР    |     | 4:4 | 6:3 | 4:3 | 5:2 | 9:1 | 5 | 4 | 1 | 0 | 28:13 | 9 |
| 8. Узбекская ССР    | 4:4 |     | 2:2 | 3:1 | 1:1 | 5:2 | 5 | 2 | 3 | 0 | 15:10 | 7 |
| 9. Таджикская ССР   | 3:6 | 2:2 |     | 4:2 | 2:3 | 5:3 | 5 | 2 | 1 | 2 | 16:16 | 5 |
| 10. Белорусская ССР | 3:4 | 1:3 | 2:4 |     | 3:2 | 5:1 | 5 | 2 | 0 | 3 | 14:14 | 4 |
| 11. Молдавская ССР  | 2:5 | 1:1 | 3:2 | 2:3 |     | 3:4 | 5 | 1 | 1 | 3 | 11:15 | 3 |
| 12. Казахская ССР   | 1:9 | 2:5 | 3:5 | 1:5 | 4:3 |     | 5 | 1 | 0 | 4 | 11:27 | 2 |

12 августа
- Армянская ССР — Таджикская ССР — 6:3
- Узбекская ССР — Казахская ССР — 5:2
- Белорусская ССР — Молдавская ССР — 3:2

13 августа
- Армянская ССР — Белорусская ССР — 4:3
- Таджикская ССР — Казахская ССР — 5:3
- Молдавская ССР — Узбекская ССР — 1:1

14 августа
- Узбекская ССР — Белорусская ССР — 3:1
- Молдавская ССР — Таджикская ССР — 3:2
- Армянская ССР — Казахская ССР — 9:1

15 августа
- Армянская ССР — Молдавская ССР — 5:2
- Узбекская ССР — Таджикская ССР — 2:2
- Белорусская ССР — Казахская ССР — 5:1

### За 13—17-е места
|                     | 13  | 14  | 15  | 16  | 17  | И | В | Н | П | М     | О |
| ------------------- | --- | --- | --- | --- | --- | - | - | - | - | ----- | - |
| 13. Эстонская ССР   |     | 5:4 | 4:3 | 8:3 | 5:1 | 4 | 4 | 0 | 0 | 22:11 | 8 |
| 14. Киргизская ССР  | 4:5 |     | 2:0 | 3:1 | 2:1 | 4 | 3 | 0 | 1 | 11:7  | 6 |
| 15. Туркменская ССР | 3:4 | 0:2 |     | 5:5 | 3:1 | 4 | 1 | 1 | 2 | 11:12 | 3 |
| 16. Латвийская ССР  | 3:8 | 1:3 | 5:5 |     | 4:4 | 4 | 0 | 2 | 2 | 13:20 | 2 |
| 17. Литовская ССР   | 1:5 | 1:2 | 1:3 | 4:4 |     | 4 | 0 | 1 | 3 | 7:14  | 1 |

12 августа
- Эстонская ССР — Киргизская ССР — 5:4
- Туркменская ССР — Латвийская ССР — 5:5

13 августа
- Киргизская ССР — Латвийская ССР — 3:1
- Туркменская ССР — Литовская ССР — 3:1

14 августа
- Киргизская ССР — Литовская ССР — 2:1
- Эстонская ССР — Латвийская ССР — 8:3

15 августа
- Эстонская ССР — Литовская ССР — 5:1
- Киргизская ССР — Туркменская ССР — 2:0

## Чемпионы
Москва: Виктор Агеев, Борис Гойхман, Юрий Григоровский, Борис Гришин, Анатолий Карташов, Вячеслав Куренной, Пётр Мшвениерадзе, Владимир Новиков, Валентин Прокопов, Михаил Рыжак, Владимир Семёнов. Тренер — Николай Малин.